# John Ibeh
John Jackie Ike Ibeh (n. 16 aprilie 1986 în Port Harcourt) este un fotbalist nigerian care a jucat în România pentru Oțelul Galați și Pandurii Târgu Jiu pe postul de mijlocaș stânga.

## Titluri
Oțelul Galați
- Liga I (1): 2010-2011[1]